# Grégoire Nicolis
Grégoire Nicolis (* 11. September 1939 in Athen; † 18. Oktober 2018) war ein aus Griechenland stammender belgischer Physiker, der für die Entwicklung der Theorie dissipativer Strukturen in der irreversiblen Thermodynamik in der Brüsseler Schule von Ilya Prigogine bekannt ist und sich mit Chaostheorie befasste.
Nicolis machte seinen Abschluss als Ingenieur an der Technischen Universität in Athen und wurde 1965 an der Freien Universität Brüssel (ULB) bei Prigogine promoviert (Quelques aspects des phénomènes de transport dans les systèmes non-uniformes). Er ist Professor an der Freien Universität Brüssel.
1970 erhielt er den Prix Theophile de Donder der Königlichen Akademie der Wissenschaften und Schönen Künste von Belgien, deren Mitglied er seit 1976 war. Außerdem war er Mitglied der Academia Europaea (1990) und korrespondierendes Mitglied der Athener Akademie der Wissenschaften (1992). 1989/90 hatte er den Franqui-Lehrstuhl an der Katholischen Universität Löwen.
Er war Mitherausgeber des Journal of Nonequilibrium Thermodynamics, des Journal of Statistical Physics (1982–1991), von Advances in Chemical Physics, Dynamics and Stability of Systems, Bifurcation and Chaos und von Chaos, Solitons and Fractals.